# Орден Феникса (Греция)
Орден Феникса (греч. Τάγμα του Φοίνικος) — государственная награда Греческой Республики.

## История
Учреждён 13 мая 1926 года республиканским правительством второй Греческой Республики, для замены упразднённого королевского ордена Георга I. До 1927 года орденом Феникса награждались греческие и иностранные граждане за различные гражданские заслуги. Но Конституция 1927 года запретила награждение этим орденом греческих граждан. В период с 1927 по 1935 год орденом Феникса награждались только иностранцы. И только после восстановления монархии в 1935 году орденом Феникса стали снова награждать греков. Орден пережил отмену монархии в 1973 году и продолжает вручаться нынешним республиканским правительством Греции.

## Положение о награде
Орденом Феникса награждаются греческие граждане, отличившиеся в области государственной деятельности, науки, искусства и литературы, торговли, промышленности и судоходства. а также иностранные граждане, которые внесли свой вклад в укрепление положения Греции за рубежом, в указанных выше областях.

## Описание
Орден Феникса имеет пять степеней:
- Большой крест (греч. Μεγαλόσταυρος)
- Великий командор (греч. Ανώτερος Ταξιάρχης)
- Командор (греч. Ταξιάρχης)
- Офицер золотого креста (греч. Χρυσούς Σταυρός)
- Рыцарь серебряного креста (греч. Αργυρούς Σταυρός)

Орден Феникса имеет знак ордена и звезду ордена. Две старшие степени имеют знак ордена и звезду ордена; три младшие степени — только знак ордена.

### Тип 1 (1927—1935)
Знак ордена — золотой крест белой эмали с расширяющимися и закругленными концами. На концах креста нанесены греческие буквы. В центре креста наложено изображение выходящей из пламени птицы Феникс, золотистого цвета, над которой золотистая пятиконечная звезда. Знак при помощи кольца крепится к орденской ленте.
Звезда ордена серебряная восьмиконечная, формируемая двугранными разновеликими лучиками, в центре имеет изображение выходящей из пламени птицы Феникс, золотистого цвета.

### Тип 2 (1935—1984)
Имел разновидности: за гражданские и военные заслуги.
Знак ордена — золотой крест белой эмали с расширяющимися и закругленными концами. В центре креста наложено изображение выходящей из пламени птицы Феникс, золотистого цвета, над которой золотистая пятиконечная звезда. Знак при помощи переходного звена в виде золотой королевской короны крепится к орденской ленте.
Звезда ордена серебряная восьмиконечная, формируемая двугранными разновеликими лучиками, в центре имеет изображение выходящей из пламени птицы Феникс, золотистого цвета, над которым золотая королевская корона.
При награждении за военные заслуги между перекладин креста добавлялись два скрещенных меча. На звезде ордена мечи помещались за изображением Феникса.

### Тип 3 (с 1984)
Знак ордена — золотой крест белой эмали с расширяющимися и закругленными концами. В центре креста наложено изображение выходящей из пламени птицы Феникс, золотистого цвета, над которой золотистая пятиконечная звезда. Знак при помощи кольца крепится к орденской ленте.
На оборотной стороне знака изображена эмблема Греческой Республики, с надписью по кругу ΕΛΛΗΝΙΚΗ ΔΗΜΟΚΡΑΤΙΑ (рус. Греческая Республика).
Звезда ордена серебряная восьмиконечная, формируемая двугранными разновеликими лучиками, в центре имеет изображение выходящей из пламени птицы Феникс, золотистого цвета.
Орденская лента ордена Феникса оранжевая, муаровая, с узкими полосками чёрного цвета па краям.

## Знаки ордена
Знаки и звёзды ордена Феникса имеют три типа: один королевский и два республиканских.
| Большой крест             | Большой командорский крест | Командорский крест | Офицерский крест | Рыцарский крест |               |
| Орден Феникса             | Орден Феникса              | Орден Феникса      | Орден Феникса    | Орден Феникса   | Орден Феникса |
| ------------------------- | -------------------------- | ------------------ | ---------------- | --------------- | ------------- |
|                           |                            |                    |                  |                 |               |
|                           |                            |                    |                  |                 |               |
| Королевский орден Феникса |                            |                    |                  |                 |               |
|                           |                            |                    |                  |                 |               |
|                           |                            |                    |                  |                 |               |
| Орден Феникса             |                            |                    |                  |                 |               |
|                           |                            |                    |                  |                 |               |
|                           |                            |                    |                  |                 |               |

## Некоторые Лауреаты
Ликург Ангелопулос — греческий хоровой дирижёр, исследователь и активный пропагандист византийского церковного пения.
Теодор Курентзис — русский и греческий актёр, дирижёр.
Турбин, Игорь Тихонович — секретарь посольства СССР в Греции.
Павлос Кунтуриотис — адмирал второй греческой республики
Каролос Папульяс — президент Греции.